# إرنست شيلدز
إرنست شيلدز (بالإنجليزية: Ernest Shields) هو ممثل أمريكي، ولد في 5 أغسطس 1884 في شيكاغو في الولايات المتحدة، وتوفي في 13 ديسمبر 1944 في لوس أنجلوس في الولايات المتحدة.

## وصلات خارجية
- إرنست شيلدز على موقع IMDb (الإنجليزية)
- إرنست شيلدز على موقع أول موفي (الإنجليزية)
- إرنست شيلدز على موقع أول موفي (الإنجليزية)
- إرنست شيلدز على موقع قاعدة بيانات الأفلام السويدية (السويدية)
- إرنست شيلدز على موقع قاعدة بيانات الفيلم (الإنجليزية)
- إرنست شيلدز على موقع كينوبويسك (الروسية)